# Stingray iConcerts
 (juillet 2018).

Ancien logo de iConcerts

Stingray iConcerts est la première plate-forme consacrée à la musique live, qui propose aux téléspectateurs une expérience musicale via HDTV, VOD, web, télévision connectée, smartphones et tablettes. 
Stingray iConcerts est une chaîne à thématique « live music » opérée par Transmedia Communications SA, basée en Suisse. Lancée le 21 juin 2006, la chaîne diffuse des contenus musicaux live tous artistes et tous genres confondus - c'est le plus grand catalogue de contenus “live” dans le monde[réf. nécessaire]. Présente dans 85 pays, Stingray iConcerts compte actuellement plus de 260 millions d’utilisateurs. 
La chaîne est spécialisée dans le rock classique (Santana, Deep Purple, Queen, ZZ Top, Tina Turner, Paul McCartney) et la pop rock (Coldplay, Lady Gaga, Muse, Amy Winehouse, Ben Harper).  
Les fondateurs de Stingray iConcerts sont Natalia Tsarkova et Etienne Mirlesse.